# Océanos (película)
Océanos (Océans) es una película francesa en la categoría de película documental dirigida por Jacques Perrin y distribuida en EE. UU. por Disneynature. El filme explora los cinco océanos de nuestro planeta y es la segunda película de Disneynature después de Tierra, en 2009.
Con un presupuesto de 50 millones de euros, se ha filmado en más de 50 lugares distintos y ha tardado cuatro años en filmarse. La película es una película del género cine documental que se centra en la biología marina. Refleja la necesidad de cuidar el planeta y demuestra los aspectos negativos de la actividad humana sobre el océano.
Océans está dirigida y producida por Jacques Perrin, Jacques Cluzaud y con la participación del productor Nicolas Mauvernay, los editores Catherine Mauchain y Vincent Schmitt, y el director de arte Arnaud Le Roch.
Las estrellas del canal Disney Channel Demi Lovato y Joe Jonas grabaron un dueto musical para el estreno de la película en Norteamérica, titulado Make A Wave (en español, "Crea una ola")

## Argumento
Océanos presenta detalles y hechos sobre el viaje del océano. La película comienza en una playa y hay chicos y uno de ellos se pregunta qué es el océano. La escena corta a las Galápagos donde vaga un clan de iguanas marinas y cangrejos herradura .
Luego, por la noche, un cohete despega y sorprende a los dos clanes. Mientras tanto, el cohete despega hacia el espacio exterior. Luego se dirige a la trinchera donde se encuentran las larvas de erizo de mar y el huevo de crustáceo. Luego llega un enjambre de medusas lunares .
Luego, en el día, un tipo diferente de medusas flota a lo largo de la corriente. Más tarde, en la costa de Sudáfrica, una multitud hambrienta de delfines comunes , alcatraces , tiburones balleneros de bronce y ballenas brydes cazan sardinas . Después de la fiesta, las mantarrayas devoran algunas sardinas. momentos después, un pulpo de mantanada tranquilamente a lo largo de la corriente. Mientras tanto, las sardinas comienzan a hacer formas extrañas. En una playa, los leones marinos descansan al sol. En aguas más profundas, una ballena jorobada y su cría comienzan a dar bofetadas, saltos y saltos. Mientras tanto, los leones marinos comienzan a cazar. los otros en la playa miran cangrejos sally lightfootgatear sobre la arena. Los leones marinos cazadores están regresando a casa, pero algunos son devorados por un gran tiburón blanco y una orca . En las aguas más profundas, una ballena azul se da un festín con krill . Al anochecer, los pájaros vuelan de regreso a sus nidos. Por la noche, los carnívoros salen a cazar en el arrecife, incluido el camarón mantis que mata un cangrejo en la película. En Australia, una bailarina española sale de su casa. De día, los delfines mulares saltan sobre las olas. Mientras tanto, un dugongo y una tortuga verde se deleitan con pastos marinos. En la playa, las crías de tortugas marinas tienen que llegar al océano sin ser devoradas por las fragatas , a las que solo sobrevive una cría de tortuga. En el mar, el pez vela se da un festín con el pescado.
En un arrecife de coral , las criaturas se ocupan de sus propios asuntos. Más allá del arrecife, una sepia come cangrejos. Después de eso, las anguilas jardineras y los peces navajas actúan muy bien. Después de eso, los cangrejos araña comienzan la guerra. Mientras tanto, migran ballenas jorobadas , ballenas azules, peces luna , tiburones azules , cachalotes y tiburones ballena . Luego, un grupo de delfines giradores , atún aleta amarilla y mantarrayas nadan durante mucho tiempo. A lo lejos, un napoleón asiático se está apareando. A millas de distancia, una nutria marina está rompiendo almejas . En Alaska, las ballenas jorobadas han llegado a las zonas de alimentación. La escena muestra los animales marinos con redes, incluidos el atún, el tiburón ballena, el pez vela, las tortugas marinas y el pez luna. En el camino, el barco pesquero tiene dificultades para luchar contra las olas. Luego, un satélite muestra la basura en el océano. Toneladas de basura bajo el agua están destruyendo el hogar de un lobo marino . La escena corta a las 2 regiones polares Ártico y Antártida. Luego, los buzos están descubriendo el océano y uno de ellos nada con un gran tiburón blanco. Al final, el narrador dice que no deberíamos preguntarnos qué es exactamente el océano, deberíamos preguntarnos qué somos exactamente.